# Erik Werenskiold
Erik Theodor Werenskiold (11. února 1855, Eidskog - 23. listopadu 1938, Bærum) byl norský malíř a ilustrátor. Mezi jeho nejznámější práce patří ilustrace ke sbírce norských pohádek Norske Folkeeventyr od dvojice Asbjørnsen a Moe či ilustrace k norské verzi ságy Heimskringla od Snorri Sturlusona. 

## Dětství a dospívání
Werenskiold se narodil v Eidskogu, na Granli gaardu, jihovýchodně od Kongsvingeru v kraji Hedmark jako čtvrtý syn do důstojnické rodiny. Ve čtyřech se celá rodina přestěhovala do Kongsvingeru. Werenskiold pak vyrůstal v Kongsvingerské pevnosti. V Kongsvingeru navštěvoval základní školu a poté tři roky (1869-72) studoval na soukromé latinské škole vedené Haraldem Aarsem a Peterem Vossem v Christianii (Aars og Voss' skole).
Po doporučení malíře Adolpha Tidemanda se vydal na univerzitu studovat malířství. V roce 1873 byl žákem norského sochaře Julia Middelthuna (1820–1886) na Škole kreslení v Christianii (Tegneskolen i Kristiania). Krátkou dobu, v létě 1875, také studoval v ateliéru umělce Axla Endera.

## Kariéra
Po studiu se na čtyři roky přestěhoval do Mnichova. Na jaře 1880 ochrnul na pravou paži. Hybnost do ní znovu získal po roce a půl hospitalizace a rekreace ve Švýcarsku, Horním Bavorsku a Tyrolsku. V letech 1881-83 žil v Paříži. V létě 1883 se vrátil zpět do Norska, do Telemarku. Následující rok se vrátil do Francie, kde později studoval s Léonem Bonnatem. Na jaře 1895 si udělal studijní výlet do Říma a Florencie.
Na svém kontě měl Werenskiold řadu maleb, na kterých figurovali rolníci v krajině. Během pobytu v Mnichově se začal zajímat o tvorbu ilustrací k norským pohádkám. Nakonec se mu naskytla příležitost spolupracovat s umělcem Theodorem Kittelsenem a společně ilustrovali sbírky pohádek od dvojice Asbjørnsen-Moe. Kromě toho Werenskiold ilustroval také nové vydání ságy Heimskringla a dílo Familjen paa Gilje od spisovatele Jonase Lie.
Kromě maleb krajin a ilustrací vytvářel také portréty známých osob Norska. V roce 1908 získal ocenění Norského národního umělce. Je také nositelem několika řádů. V roce 1890 získal řád svatého Olafa třídy rytíř, třídy komandér v roce 1905, komandér s hvězdou v roce 1930 a třídu velkokříž v roce 1995. Mimo to má také řád Dannebrog třídy komandér. Werenskiold zemřel v Bærumu v kraji Akershus. Pochován je na hřbitově Vår Frelsers gravlund v Oslu.

## Osobní život
Werenskiold se oženil s malířkou Sophií Marií Stoltenberg Thomesen (1849–1926). Byl otcem geologa Wernera Werenskiolda (1883–1961) a sochaře Dagfina Werenskiolda (1892–1977). Kromě toho byl také švagrem žurnalistky Fernandy Nissen a zetěm norského obchodníka a politika Thomese Thomesena.

## Vybraná díla

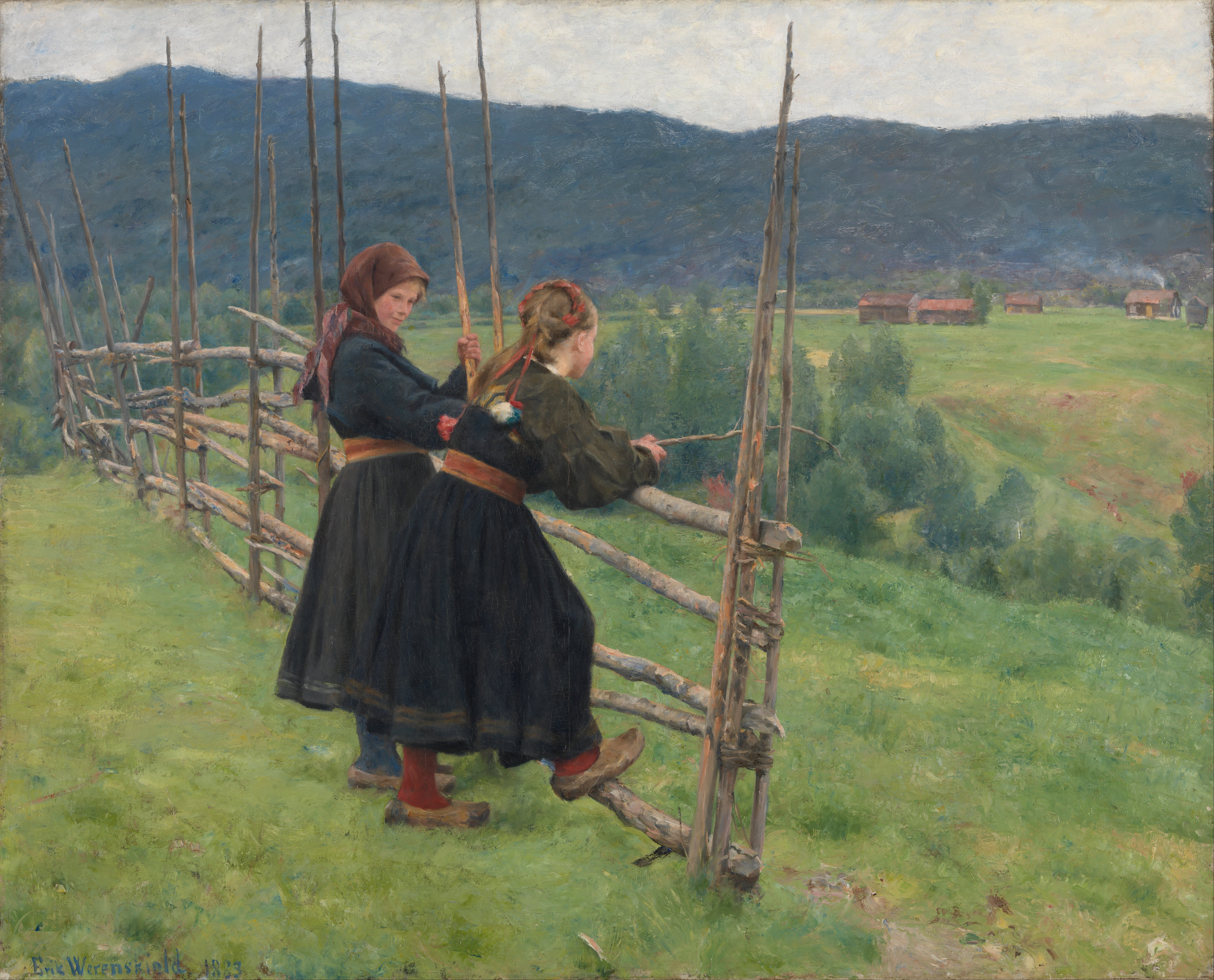
September
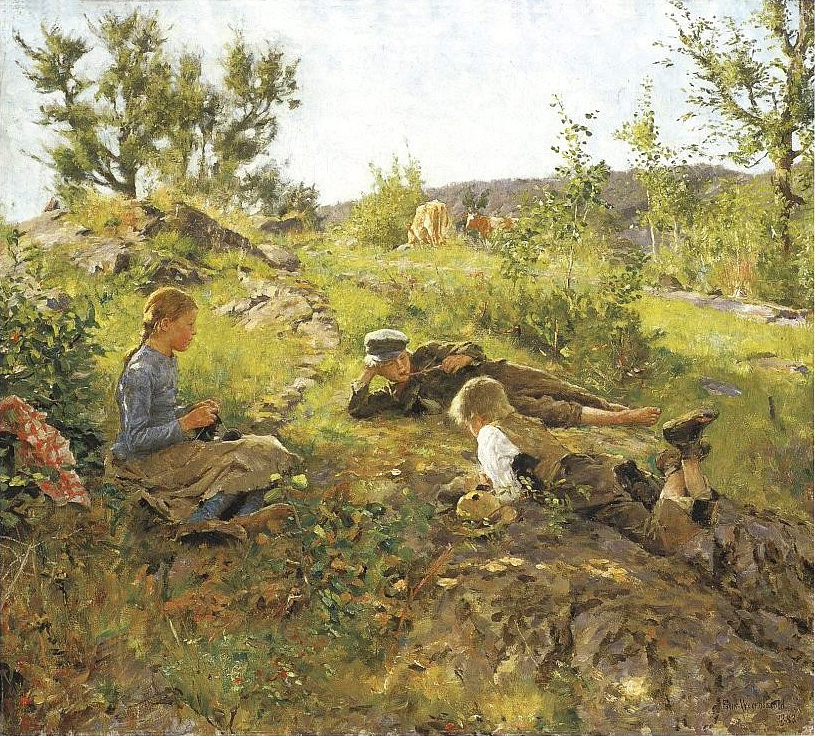
Gjetere
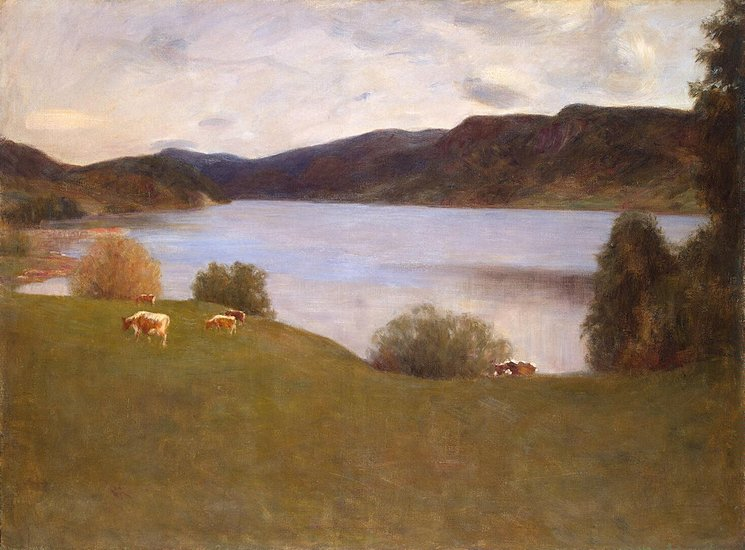
malba z roku 1895
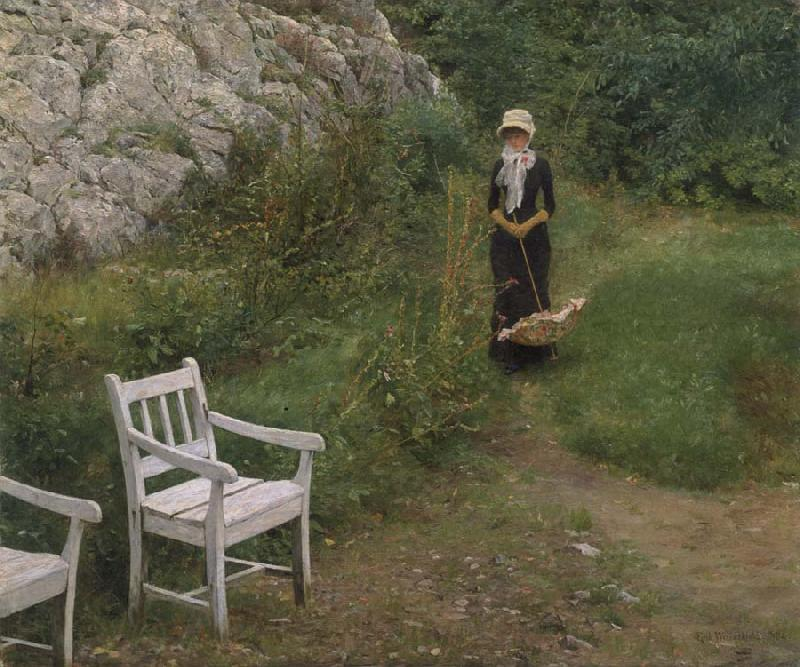
malba z roku cca 1900
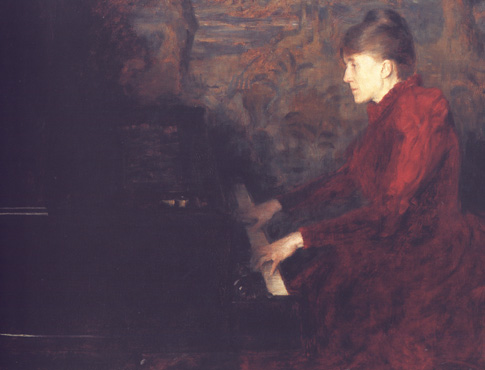
Erika Nissen (1892)
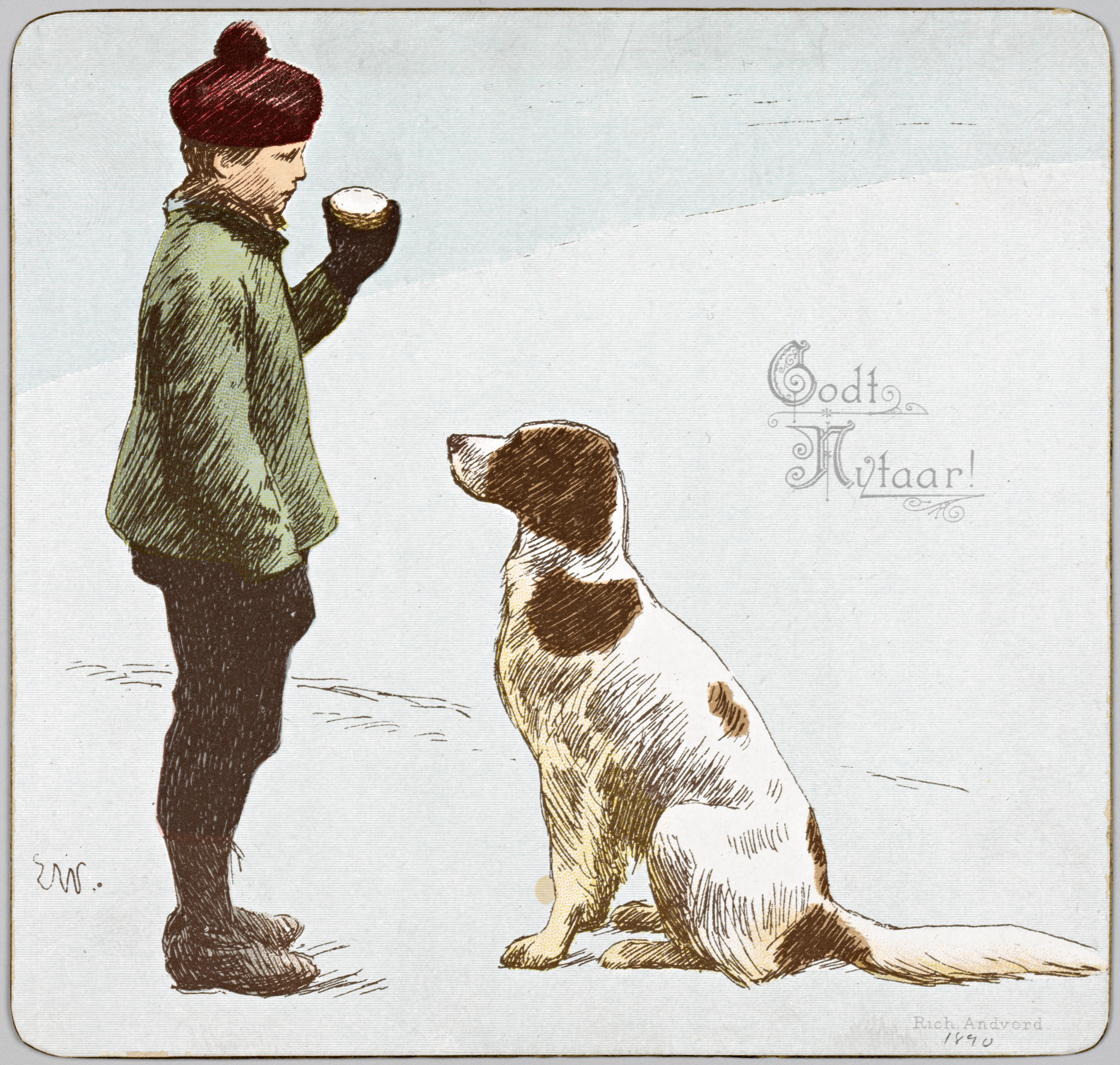
Godt Nytaar!
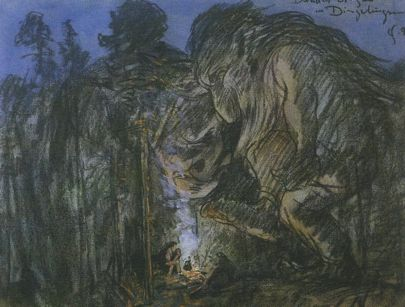
Trollové
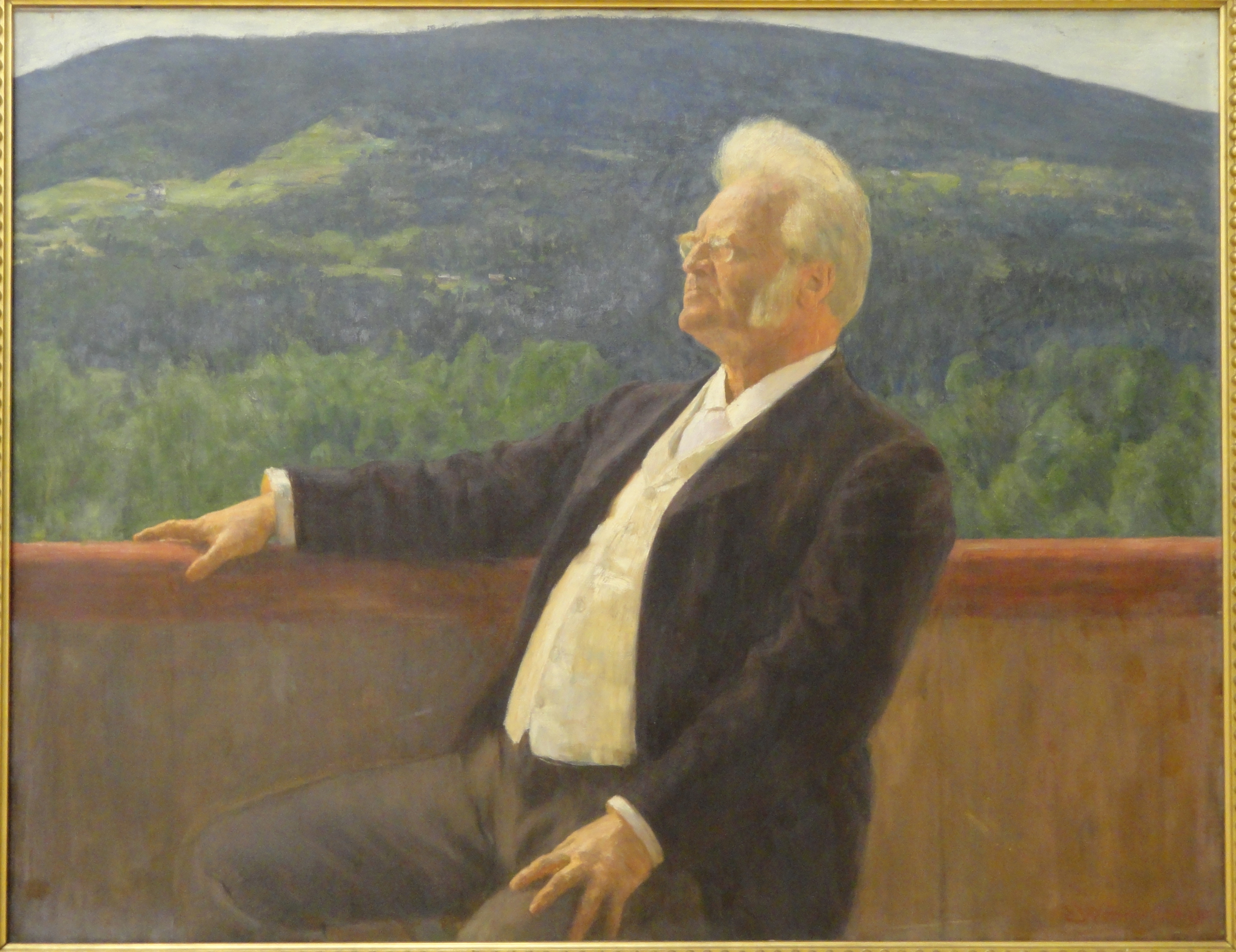
Bjornstjerne Bjornson

### Výtvarná díla
- Bærrensere (1878)
- Et møte (1880)
- Gjetere (1882)
- En bondebegravelse (1883–85)
- Olivia (1891)
- Solstreif (1891)
- Lekende barn (1892)
- Sommeraften i Kviteseid (1893)
- Skysshesten (1894)
- Aftenlandskap fra Kviteseid (1895)
- Hungersnøden (1923 and 1928–29)
- Middagsselskapet (1928–30)
- En streikebryter ca (1930)

### Portréty

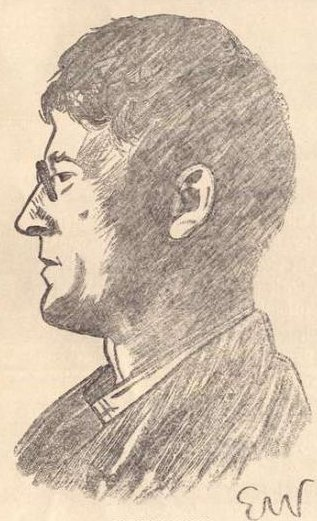
Knut Hamsun (1889)
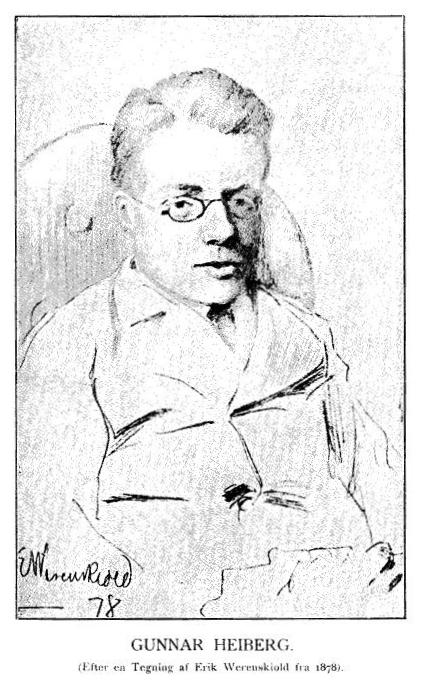
Gunnar Heiberg (1878)
- Amund Helland (1885)
- Kitty Kielland (1891)
- Edvard Grieg (1892 and 1902)
- Erika Nissen (1892)
- Fridtjof Nansen (1893)
- Frederik Collett (1894)
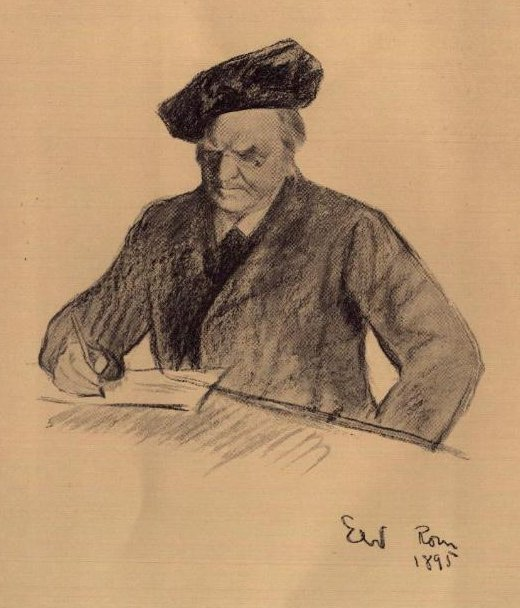
Bjørnstjerne Bjørnson (1895)
- Henrik Ibsen (1895)
- Eva Nansenová (1896)
- Sophus Lie (1902)
- Christian Michelsen (1906)

- Knut Hamsun 
(1889)
- Gunnar Heiberg 
 (1878)
- Bjørnstjerne Bjørnson (1895)